# Хорхе Ларріонда
Хорхе Луїс Ларріонда Пієтрафеса (ісп. Jorge Luis Larrionda Pietrafesa; нар. 9 березня 1968 року, Монтевідео, Уругвай) — уругвайський футбольний суддя.
Турніри, на яких працював Ларріонда:
- Кубок Америки 2001
- Кубок Конфедерацій 2003
- Чемпіонат світу 2006
- Кубок Америки 2007
- Кубок Конфедерацій 2009
- Чемпіонат світу 2010